# Kathryn Leonard
Pour les articles homonymes, voir Léonard.
Kathryn Leonard est une mathématicienne et informaticienne américaine. 

## Prix et distinctions
Leonard reçoit un prix Henry L. Alder (en) de la Mathematical Association of America en 2012. Elle reçoit le AWM Service Award de l'Association for Women in Mathematics (AWM) en 2015. Elle est coordinatrice des réunions AWM de 2015 à 2018. Elle est présidente de l'AWM depuis le 1er février 2021. Elle est également directrice du Center for Undergraduate Research in Mathematics (en), financé par la NSF.

## Travaux
Les recherches de Leonard portent sur la modélisation géométrique avec des applications à la vision par ordinateur, à l'infographie et à la science des données. Elle a reçu plusieurs subventions majeures, dont un prix CAREER (en) de la National Science Foundation.
Leonard et Misha Collins, ainsi que plusieurs autres collaborateurs, sont les auteurs de "The 2D shape structure dataset", un article sur une base de données participative sur la structure des formes. 